# Vuelta a España 1936
La Vuelta a España 1936, seconda edizione della corsa, si svolse in ventuno tappe dal 5 al 31 maggio 1936, per un percorso totale di 4364 km. Fu vinta nuovamente dal belga Gustaaf Deloor che terminò la gara in 150h07'54", davanti al fratello Alfons e all'italiano Antonio Bertola; la concomitanza con il Giro d'Italia escluse la presenza di molti ciclisti competitivi dell'epoca.
Dei cinquantatré partecipanti iscritti, quarantaquattro dei quali spagnoli, ventisei tagliarono il traguardo finale di Madrid. Il vincitore della classifica degli scalatori fu lo spagnolo Salvador Molina mentre il connazionale Vicente Carretero si aggiudicò il maggior numero di tappe con cinque affermazioni.

## Storia
La seconda edizione della corsa a tappe iberica, iniziò in un clima di grande tensione, dovuta agli avvenimenti politici che interessavano la Spagna. Molti, anzi, pensavano che la competizione ciclistica avrebbe permesso di allentare le tensioni.
Mariano Cañardo partì come principale avversario del campione uscente Gustaaf Deloor ma, causa una caduta nella seconda tappa dovuta a un cane, la sua corsa venne compromessa ed invano cercò di risalire fino al vertice della generale. Antonio Escuriet fu l'unico che sembrò contrastare il belga e rimase al secondo posto fino alla penultima tappa ma, proprio in questa, a causa di una crisì, scivolò fuori dal podio, scavalcato sia dal fratello di Deloor, Alfons, sia dall'italiano Antonio Bertola che quella tappa riuscì a vincere.
La Vuelta del 1936 fu l'ultima ad essere organizzata prima del 1941, a causa degli avvenimenti politici e bellici che interessarono in quel periodo Spagna ed Europa.

## Tappe
| Tappa  | Data      | Percorso                  | km               | Vincitore di tappa | Leader cl. generale |
| ------ | --------- | ------------------------- | ---------------- | ------------------ | ------------------- |
| 1ª     | 5 maggio  | Madrid > Salamanca        | 210              | Joseph Huts        | Joseph Huts         |
| 2ª     | 6 maggio  | Salamanca > Caceres       | 214              | Gustaaf Deloor     | Gustaaf Deloor      |
| 3ª     | 7 maggio  | Caceres > Siviglia        | 270              | Vicente Carretero  | Gustaaf Deloor      |
|        | 8 maggio  | giorno di riposo          | giorno di riposo | giorno di riposo   | giorno di riposo    |
| 4ª     | 9 maggio  | Siviglia > Malaga         | 212              | Gustaaf Deloor     | Gustaaf Deloor      |
| 5ª     | 10 maggio | Malaga > Granada          | 132              | Vicente Carretero  | Gustaaf Deloor      |
| 6ª     | 11 maggio | Granada > Almería         | 185              | Gustaaf Deloor     | Gustaaf Deloor      |
|        | 12 maggio | giorno di riposo          | giorno di riposo | giorno di riposo   | giorno di riposo    |
| 7ª     | 13 maggio | Almería > Alicante        | 306              | Mariano Cañardo    | Gustaaf Deloor      |
| 8ª     | 14 maggio | Alicante > Valencia       | 184              | Antonio Bertola    | Gustaaf Deloor      |
| 9ª     | 15 maggio | Valencia > Tarragona      | 279              | Salvador Cardona   | Gustaaf Deloor      |
|        | 16 maggio | giorno di riposo          | giorno di riposo | giorno di riposo   | giorno di riposo    |
| 10ª    | 17 maggio | Tarragona > Barcellona    | 129              | Vicente Carretero  | Gustaaf Deloor      |
| 11ª    | 18 maggio | Barcellona > Saragozza    | 293              | Alphons Schepers   | Gustaaf Deloor      |
| 12ª    | 19 maggio | Saragozza > San Sebastián | 265              | Alphons Schepers   | Gustaaf Deloor      |
|        | 20 maggio | giorno di riposo          | giorno di riposo | giorno di riposo   | giorno di riposo    |
| 13ª    | 21 maggio | San Sebastián > Bilbao    | 160              | Vicente Carretero  | Gustaaf Deloor      |
| 14ª    | 22 maggio | Bilbao > Santander        | 199              | Alfons Deloor      | Gustaaf Deloor      |
|        | 23 maggio | giorno di riposo          | giorno di riposo | giorno di riposo   | giorno di riposo    |
| 15ª    | 24 maggio | Santander > Gijón         | 194              | Mariano Cañardo    | Gustaaf Deloor      |
| 16ª    | 25 maggio | Gijón > Ribadeo           | 155              | Rafael Ramos       | Gustaaf Deloor      |
| 17ª    | 26 maggio | Ribadeo > La Coruña       | 157              | Alphons Schepers   | Gustaaf Deloor      |
| 18ª    | 27 maggio | La Coruña > Vigo          | 175              | Vicente Carretero  | Gustaaf Deloor      |
|        | 28 maggio | giorno di riposo          | giorno di riposo | giorno di riposo   | giorno di riposo    |
| 19ª    | 29 maggio | Vigo > Verín              | 178              | Fermín Trueba      | Gustaaf Deloor      |
| 20ª    | 30 maggio | Verín > Zamora            | 207              | Antonio Bertola    | Gustaaf Deloor      |
| 21ª    | 31 maggio | Zamora > Madrid           | 250              | Emiliano Álvarez   | Gustaaf Deloor      |
| Totale | Totale    | Totale                    | 4354             |                    |                     |

## Classifiche della corsa

### Classifica generale
| #  | Corridore         | Squadra | Tempo      |
| -- | ----------------- | ------- | ---------- |
| 1  | Gustaaf Deloor    | IND     | 150h07'54" |
| 2  | Alfons Deloor     | IND     | a 11'39"   |
| 3  | Antonio Bertola   | IND     | a 17'54"   |
| 4  | Julián Berrendero | IND     | a 23'14"   |
| 5  | Antonio Escuriet  | IND     | a 28'54"   |
| 6  | Rafael Ramos      | IND     | a 49'29"   |
| 7  | Alphons Schepers  | IND     | a 58'18"   |
| 8  | Emiliano Álvarez  | IND     | a 1h05'22" |
| 9  | Fermín Trueba     | IND     | a 1h07'22" |
| 10 | Mariano Cañardo   | IND     | a 1h18'05" |

### Classifica scalatori
| # | Corridore         | Squadra | Punti |
| - | ----------------- | ------- | ----- |
| 1 | Salvador Molina   | IND     | 78    |
| 2 | Julián Berrendero | IND     | 72    |
| 3 | Fermín Trueba     | IND     | 63    |